# 城ケ崎 (宮崎市)
城ケ崎（じょうがさき）とは、宮崎県宮崎市内の地名。赤江地域自治区に属している。郵便番号は880-0917。2023年現在、城ケ崎1丁目-4丁目が設置されるが、住居表示実施地域ではない。

## 地理
宮崎市の中部、赤江地域自治区のうち、大淀川右岸にある地区。北側を大淀川に面しており、中世より赤江港の商人街として発展し、近世では上方との交易で支えたという。現在は住宅街となっているが、曾井城址や城ケ崎神社にその名残が残る。西から東へ城ケ崎1丁目-4丁目が設置さる。河川部は1丁目・4丁目であり、2,3丁目の堤防部が1丁目となっている。
西方を東大淀1丁目、東方を大字田吉、南方を恒久と接する。大淀川をはさみ、吾妻町、出来島町、高洲町と接する。
2丁目には宮崎土産の定番「青島せんべい」を製造販売する「お菓子の日進堂」がある。

## 地名の由来
中国などとの貿易が盛んな中世のころ、赤江港をひかえたこの地に太田七郎左衛門が開いたといい、曾井城の前（さき）が地名の由来という。近世は上方との交流で商業が発展し、太田・小村・南村などの豪商が町を治めた。豊かな経済に支えられ、商人たちの間には俳諧（はいかい）が盛んになり多くの俳人を輩出した。

## 歴史
- 時期不明 - 恒久・田吉の一部をもって城ケ崎が成立。

## 世帯数と人口
2023年（令和5年）7月1日現在の世帯数と人口は以下の通りである。
| 町丁        | 世帯数  | 人口  |
| ----------- | ------- | ----- |
| 城ケ崎1丁目 | 241世帯 | 430人 |
| 城ケ崎2丁目 | 473世帯 | 961人 |
| 城ケ崎3丁目 | 413世帯 | 619人 |
| 城ケ崎4丁目 | 421世帯 | 755人 |

## 小・中学校の学区
市立小・中学校に通う場合、学区は以下の通りとなる。
| 町名                                 | 小学校             | 中学校               |
| ------------------------------------ | ------------------ | -------------------- |
| 城ケ崎1丁目・2丁目 城ケ崎3丁目の一部 | 宮崎市立恒久小学校 | 宮崎市立大淀中学校   |
| 城ケ崎3丁目の一部 城ケ崎4丁目        | 宮崎市立赤江小学校 | 宮崎市立赤江東中学校 |

## 交通

### 鉄道
日豊本線が通過している。最寄り駅は南宮崎駅。

### バス
宮交グループの運営するバスが営業している。

### 道路
- 宮崎県道341号宮崎港宮崎停車場線(宮崎内環状線)

## 施設
- 城ケ崎神社
- 小戸之橋
- 赤江大橋